# József Ember
József Ember [jóžef ember] (maďarsky Ember József; 15. března 1908 Budapešť – 8. prosince 1982 Norimberk) byl maďarský fotbalový útočník a trenér.

## Hráčská kariéra
V maďarské lize hrál za budapešťské kluby Erzsébeti FC, Újpesti TE a Budai 33 (od roku 1929 jako Budai 11). V 50 zápasech vstřelil 30 branek. V československé lize nastupoval za SK Plzeň.

### Prvoligová bilance
| Ročník          | Zápasy | Góly | Minuty | Klub         |
| --------------- | ------ | ---- | ------ | ------------ |
| I. liga 1925/26 | 6      | 2    | –      | Erzsébeti FC |
| I. liga 1927/28 | 2      | 0    | –      | Újpesti TE   |
| I. liga 1928/29 | 18     | 12   | –      | Budai 33     |
| I. liga 1929/30 | 11     | 11   | –      | Budai 11     |
| I. liga 1930/31 | 10     | 5    | –      | Budai 11     |
| I. liga 1931/32 | 3      | 0    | –      | Budai 11     |
| I. liga 1932/33 | –      | 3    | –      | SK Plzeň     |
| CELKEM I. LIGA  | –      | 3    | –      |              |
| CELKEM I. LIGA  | 50     | 30   | –      |              |

## Trenérská kariéra
Po skončení hráčské kariéry se stal trenérem. V letech 1936–1953 vedl několik maďarských klubů, z nichž dva byly prvoligové – Budai Barátság SE (1945 a 1945/46) a Újpesti TE (1949/50).
V československé lize trénoval bratislavská mužstva – Červenou hviezdu v ročníku 1953 a Slovan na jaře 1959.
Kromě B-mužstva Maďarska vedl reprezentace Číny, Ghany a Nigérie. S Nigérií startoval na Olympiádě v Mexiku (1968).
Na klubové úrovni působil rovněž v ghanském klubu Asante Kotoko SC.